# 理查德·桑德尔
理查德·亨利·桑德尔（Richard Henry Sander）是加州大学洛杉矶分校法学院的法学教授，也是平权行动的批评者，他的著名理论是“失配理论”。

## 教育背景
理查德·桑德尔于1956年5月26日出生在华盛顿哥伦比亚特区。1978年获哈佛大学社会学学士学位，1985年获西北大学经济学硕士学位，1988年获西北大学法学博士学位，1990年获西北大学经济学博士学位。

## 职业生涯
在获得社会研究的本科学位后，桑德尔开始与芝加哥南部的一家住宅集团合作，参与联邦Vista项目。桑德在西北大学攻读研究生期间，曾担任罗杰斯公园租户委员会的董事会成员，并参与了芝加哥第一位黑人市长哈罗德·华盛顿的选举工作。桑德尔于1989年加入加州大学洛杉矶分校法学院，五年后成为该校的正式教授。在1990年位于芝加哥期间，桑德尔参与了洛杉矶的公平住房工作。他是南加州公平住房大会的主席，并于1996年成立了公平住房研究所，帮助洛杉矶市区设计和推动居民工资法。

## 在平权行动方面的工作

### 研究
桑德尔以他对平权行动的研究而闻名，他声称平权行动实际上给非裔美国法律系学生带来的不是利益，而是更多的负面影响，著名学校的激烈竞争环境不断伤害着他们，桑德尔称这种现象为“失配效应”。他在2004年《斯坦福法律评论》上的一篇文章中表达了他的研究，他声称，如果少数族裔学生在不进行平权运动的情况下被录取进入竞争力较低的学校，而且他们本身也有资质就读该学校，那么他们就能够更容易获得成功。他还发表了许多研究报告，指出律师事务所努力尝试推动雇员多样性的情况有时会导致不符合资质的黑人律师被雇佣，这样做的结果是，这些黑人律师比他们的白人同行更有可能离开事务所。他的研究备受争议，而且受到广泛批评，批评者包括伊恩·艾尔斯（Ian Ayres）和理查德·布鲁克斯（Richard Brooks）。艾尔斯和布鲁克斯在2005年发表了一项研究，研究发现，取消平权行动不会像桑德的研究所宣称的那样，让黑人律师的数量增加7.9%，但这反而会减少约12.7%的律师人数。2008年杰西·罗斯坦（Jesse Rothstein）和阿尔伯特·H·尹（Albert H. Yoon）的一项研究证实了桑德的失配理论，但也发现，取消平权行动将“导致所有法学院的黑人入学人数下降63%，精英法学院的黑人入学人数下降90%。”彼得·阿西迪亚科诺（Peter Arcidiacono）和迈克尔·洛文海姆（Michael Lovenheim）在美国全国经济研究所的文章对这些高数值的数字预测提出了质疑；他们提出的数字较低，他们在文中引用和采用的减少比例数值为32.5%。他们在2016年的文章中发现了一个强有力的现象，即种族偏好导致了失配效应。他们认为，一些非裔美国学生进入资质较低的学校就读能够显著提高美国州律师公会考试的初试，但他们警告说，这种提高可能会被法学院入学率的下降所抵消。
2006年，桑德尔为了获得更多关于失配理论的研究信息，要求加利福尼亚州律师公会公布其记录的律师资格考试成绩、平均成绩和LSAT成绩数据，包括每个申请律师协会的人的种族和性别信息（除了个人隐私信息外）。律师公会以保护隐私为由拒绝了这一请求。2008年，桑德尔和第一修正案联盟一起向加州最高法院提起诉讼，要求公布这些信息。2016年4月12日，法院裁定加利福尼亚律师公会必须满足桑德尔的请求。由于存在部分法律问题，截至2016年5月，该信息尚未公布。
2015年，桑德尔就美国最高法院在“费希尔诉德克萨斯大学案（2016年）”中解决的平权行动问题，向法庭之友提交了一份简短陈述，表示不支持任何一方 （页面存档备份，存于）。

### 撰书
桑德尔还与小斯图尔特·泰勒（Stuart Taylor Jr.）合著了一本书，题目是《失配：平权行动对学生的伤害，为何大学不承认》。理查德·卡伦伯格（Richard Kahlenberg）在《新共和》杂志中表达了对这本书的赞赏，他称之为“有思想性的”，表示这本书“对这些问题提出了微妙的处理方法”。

## 另请参阅
理查德·桑德尔参加了“智慧辩论”：平权行动弊大于利 （页面存档备份，存于）。